# Operatie Eagle Claw

Kaart van de geplande operatie

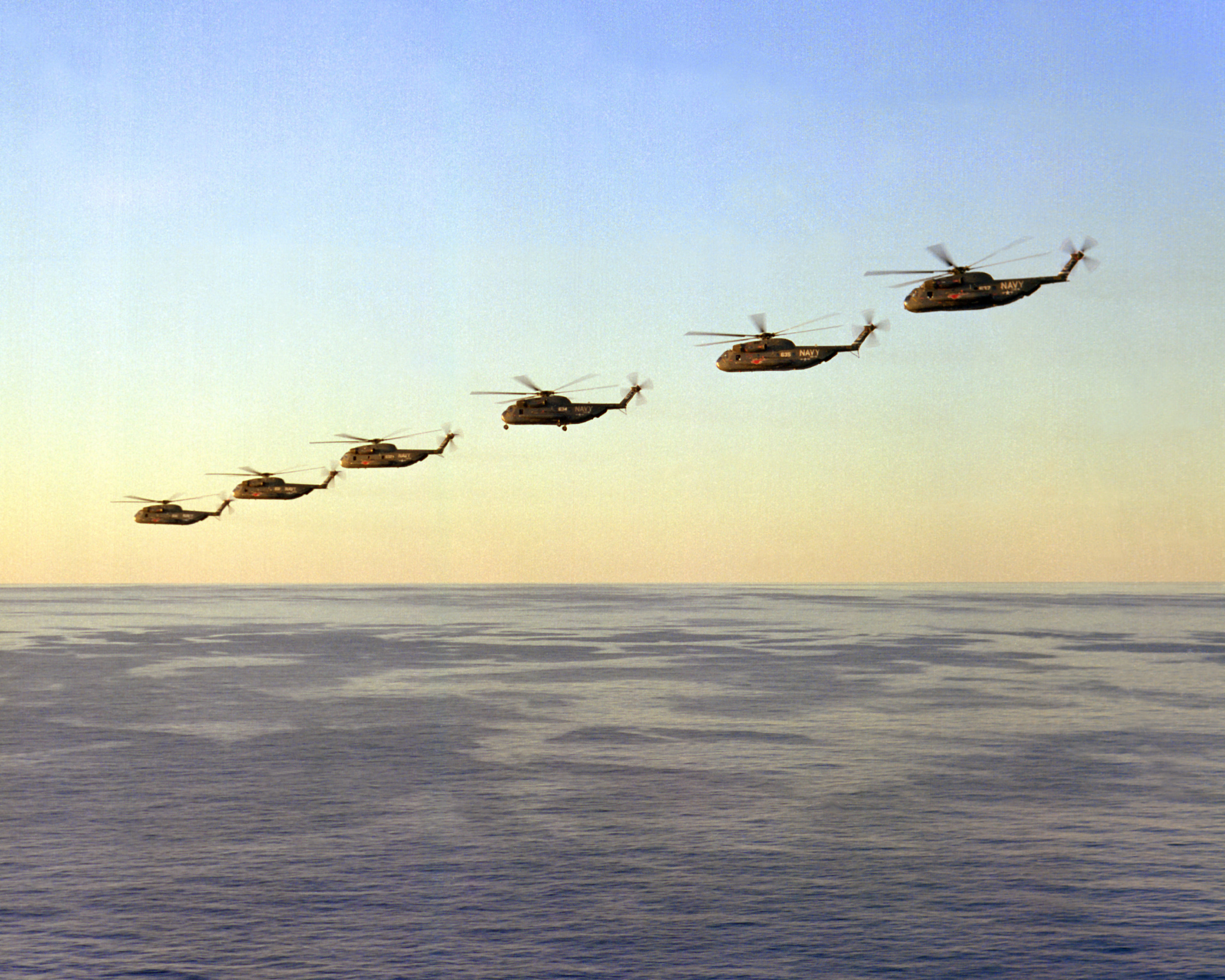
Zes van de acht RH-53 D Sea Stallion-helikopters die betrokken waren bij Operatie Eagle Claw

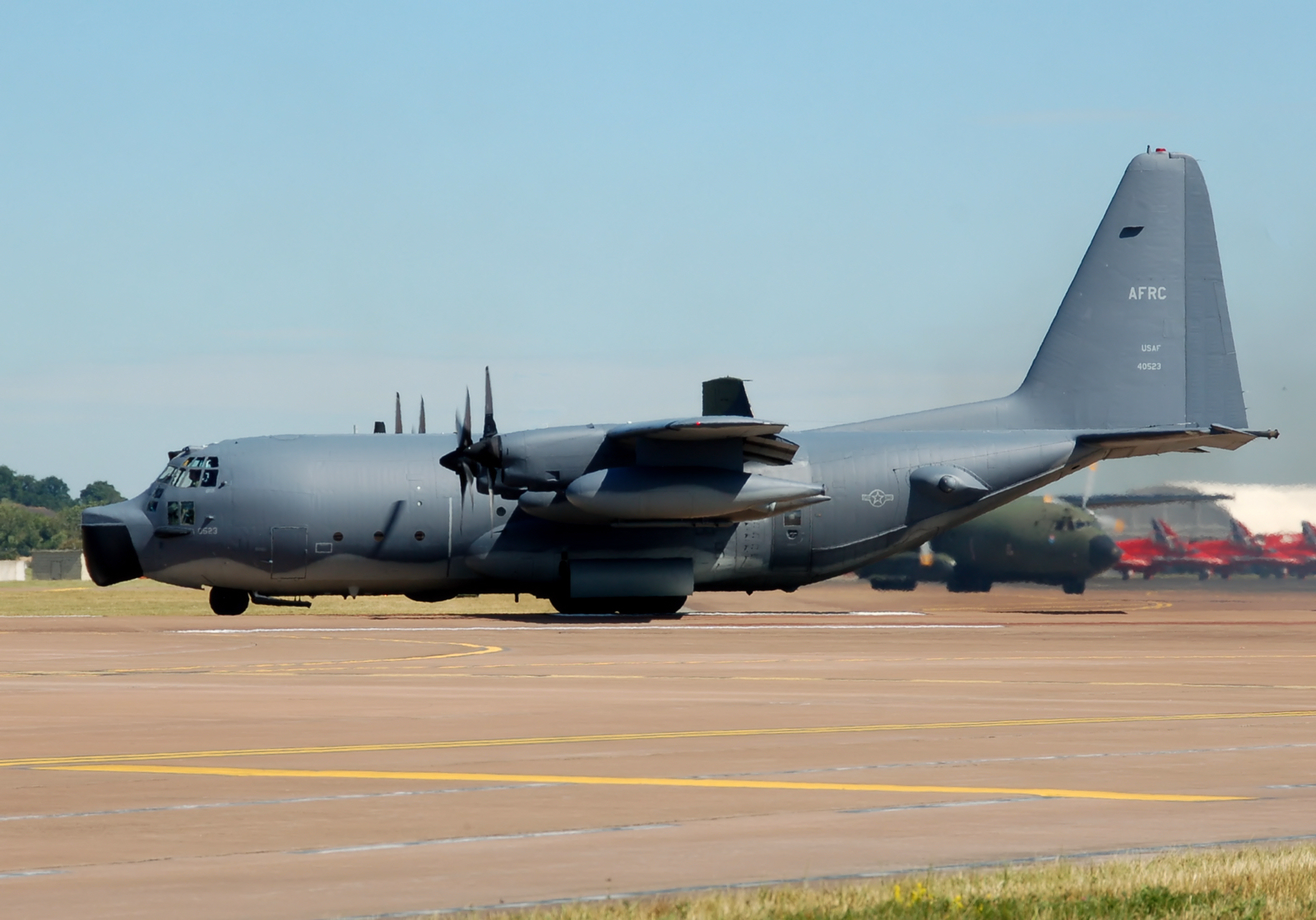
Een Hercules MC-130E Combat Talon I: drie zulke vlogen de 93 Delta Forces, 13 soldaten van de Berlin Brigade en 12 US Army Rangers van Masirah naar Desert One.

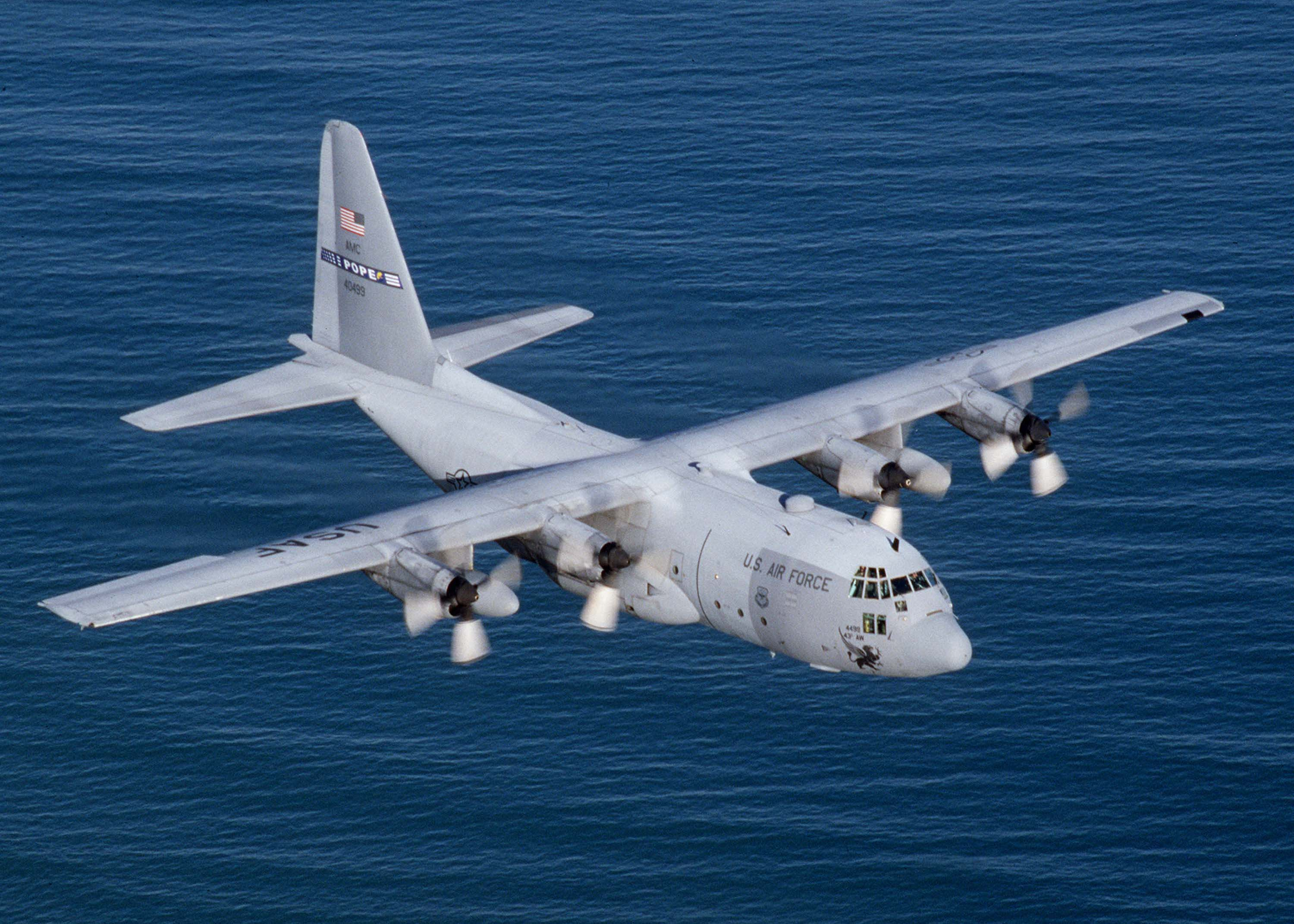
Drie Lockheed C-130 Hercules vlogen brandstof, materiaal en munitie van Masirah naar Desert One.

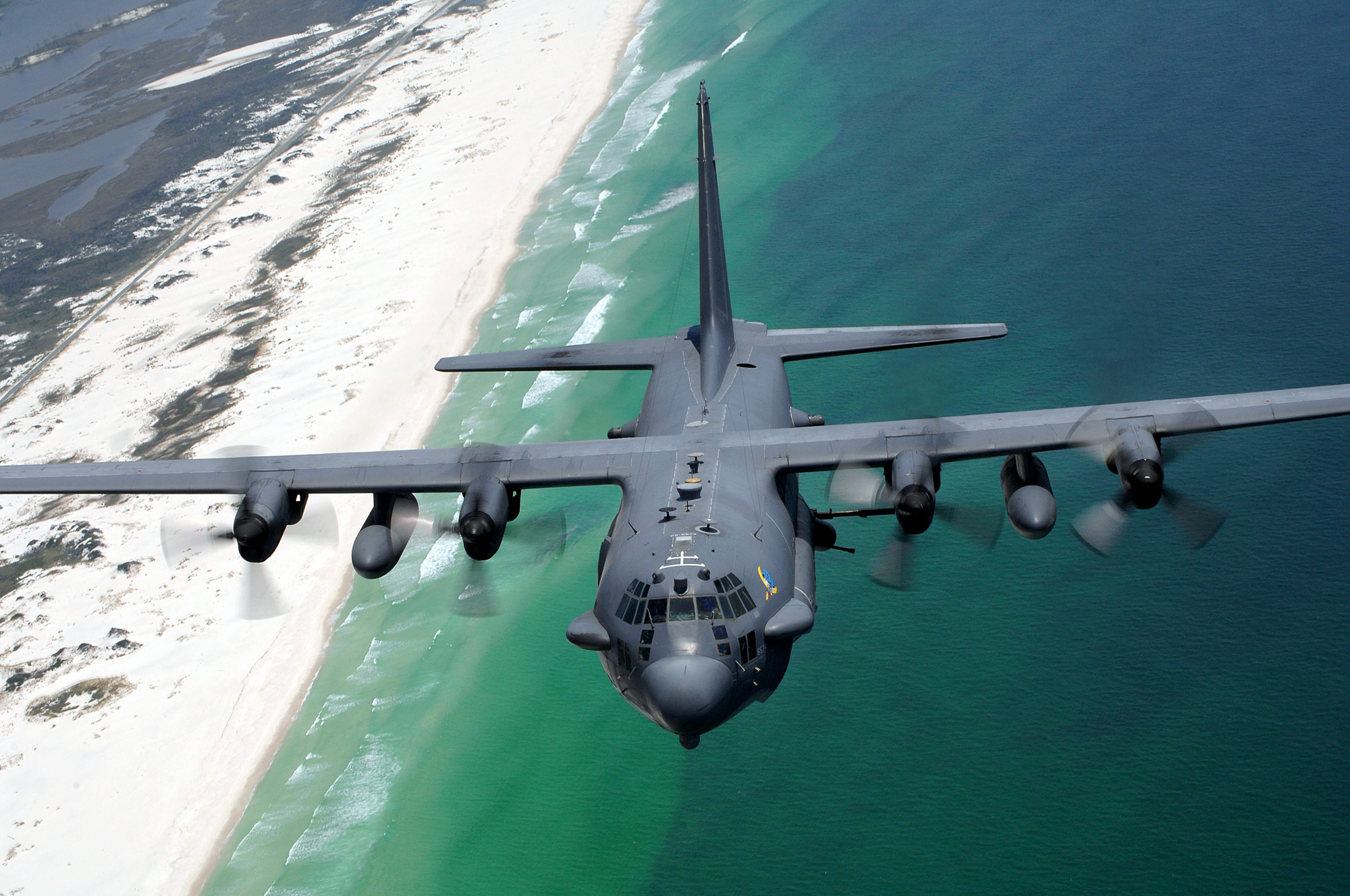
Een Lockheed AC-130 zou vanaf Desert One luchtsteun bieden.

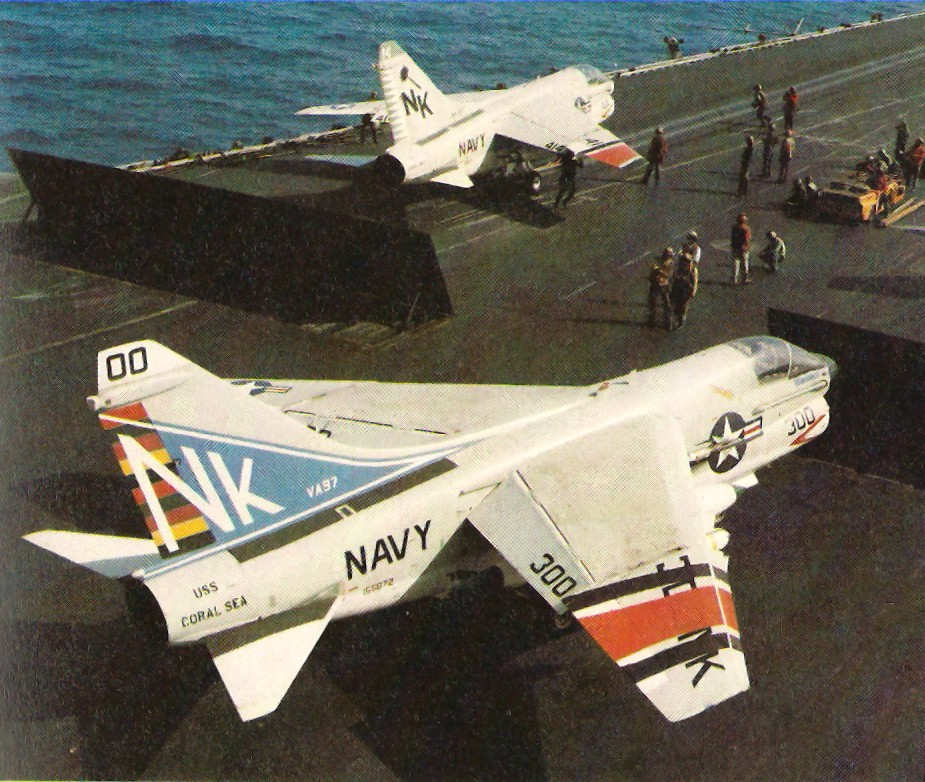
A7Es op de USS Coral Sea speciaal beschilderd bij begin van de operatie boden luchtoverwicht

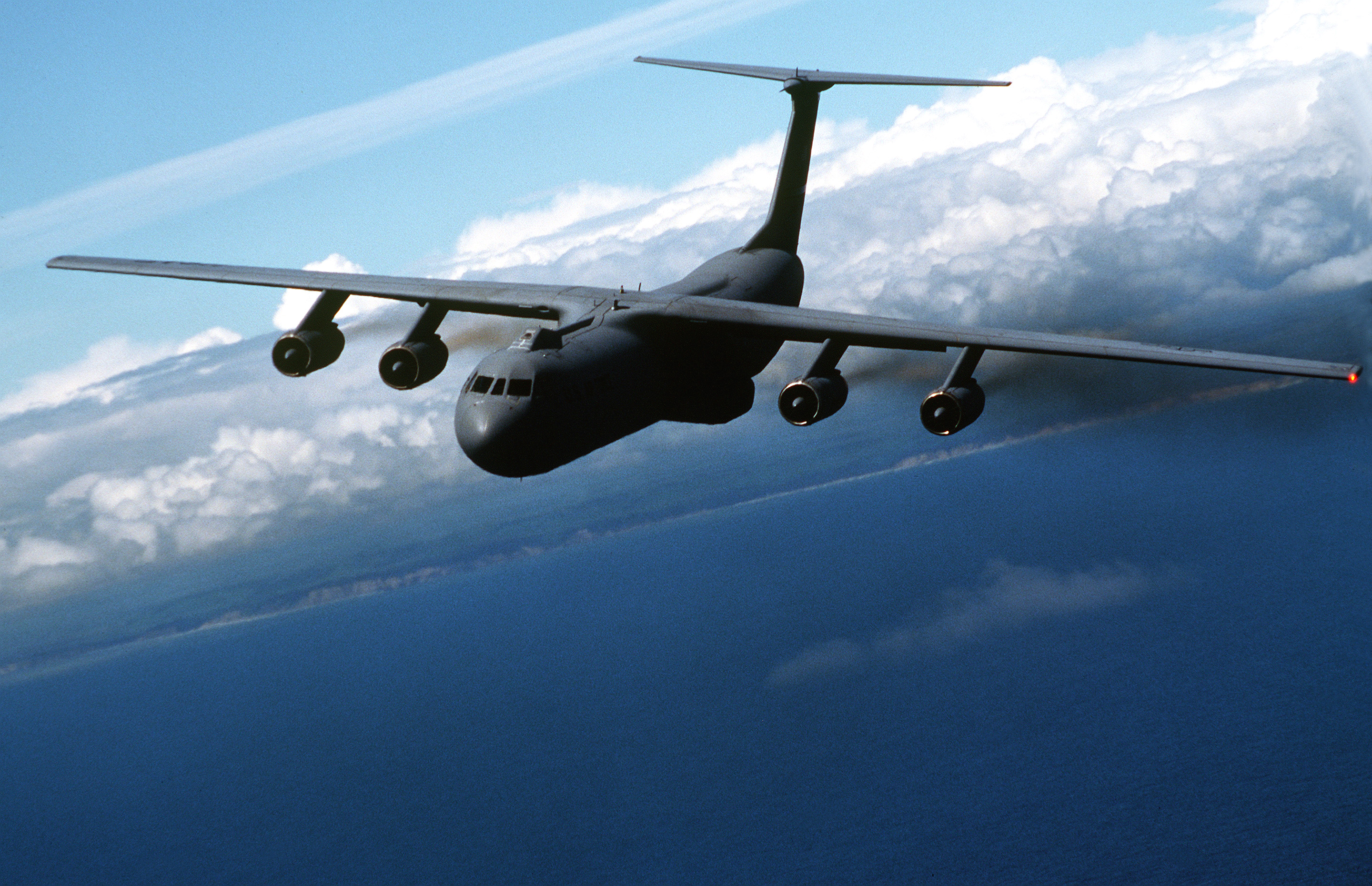
Twee Lockheed C-141 Starlifters vanuit Saoedi-Arabië moesten de gijzelaars en soldaten van vliegveld Manzariyeh naar Egypte vliegen

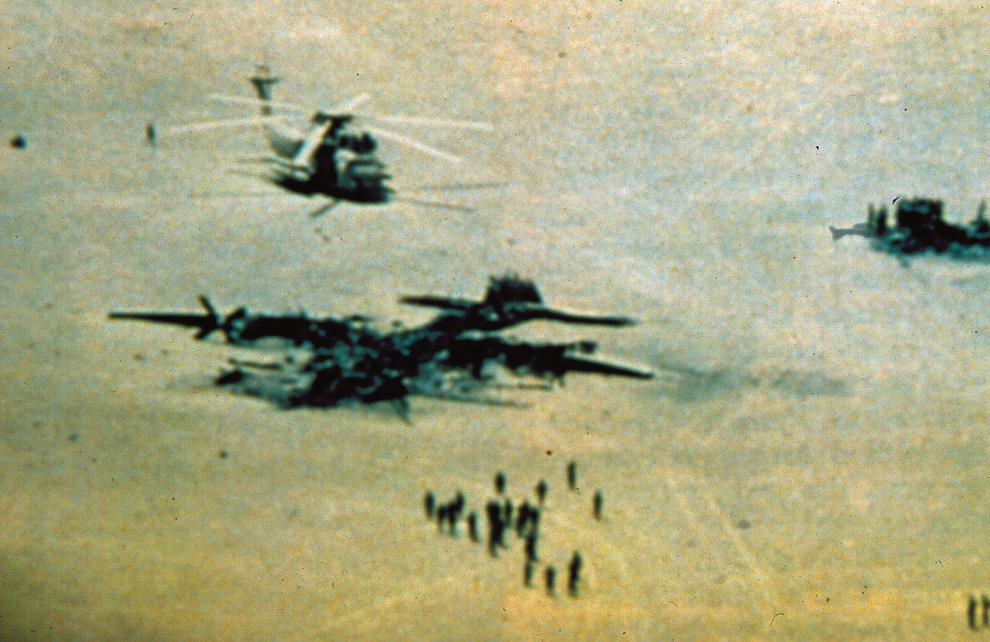
Wrakken van de uitgebrande Lockheed C-130 Hercules en RH-53 D Sea Stallion bij Desert One.

De toestand op Desert One voor het ongeval

Operatie Eagle Claw was een poging van de United States Armed Forces om op 24 april 1980 52 gijzelaars te bevrijden uit de Amerikaanse ambassade en het ministerie van buitenlandse zaken in Teheran, Iran.
De Amerikaanse president Jimmy Carter wilde de gijzelaars bevrijden, zeker met het oog op de naderende presidentsverkiezingen. De bevrijdingspoging mislukte en de gijzelaars zouden uiteindelijk vrijkomen door diplomatieke onderhandeling, letterlijk minuten nadat Carter was afgetreden als president.

## Opzet operatie
Op 31 maart was majoor John T. Carney Jr. al in een Twin Otter naar de tijdelijke landingsbaan Desert One op de weg tussen Tabas en Yazd in Dasht-e Lut in Iran gebracht en hij had er vijf infrarood bakens uitgezet.
Drie MC-130E Combat Talon 1 met roepletters Dragon 1-3 en drie C-130-vliegtuigen met roepletters Republic 4-6 vlogen vanuit Masirah 1600 km met bijtanken in de lucht door Boeing KC-135 Stratotankers naar de tijdelijke landingsbaan Desert One. De MC-130E Combat Talon 1 vliegtuigen vervoerden 93 leden van SFOD-D (Delta Force) om de 49 gijzelaars in de ambassade te bevrijden, 13 soldaten van de Berlin Brigade om de 3 gijzelaars in het Ministerie van Buitenlandse zaken te bevrijden en 12 US Army Rangers om de landingsplekken te beveiligen. De C-130-vliegtuigen vervoerden materiaal, munitie en brandstof. Dragon 1 landde om 22:47 bij de 4e poging als eerste. Ze zetten TACAN bakens uit voor de helikopters.
Acht Sikorsky CH-53 Sea Stallion helikopters met roepletters Bluebeard 1-8 vlogen vanaf het vliegdekschip USS Nimitz (CVN-68) 970 km naar de tijdelijke landingsbaan Desert One.
De helikopters tankten bij Desert One 22700 liter brandstof vanuit kunststof zakken in de C-130. Ze moesten daarna met de soldaten aan boord, onder de radar, doorvliegen naar de plek Desert Two in de bergen 80 km van Teheran en daar overnachten. 
De volgende ochtend zouden ze dan naar Teheran rijden in vrachtwagens die daar al klaarstonden met 15 Iraanse en Amerikaanse chauffeurs die Farsi spraken. Ze moesten daar de Amerikaanse ambassade en het ministerie van buitenlandse zaken aanvallen, de gijzelaars bevrijden en in de vrachtwagens naar het Shahid Shiroudistadion rijden. Een Lockheed AC-130 zou luchtsteun bieden. Daar zouden de helikopters ze oppikken en terugvliegen naar een ondertussen door Rangers beveiligd verlaten vliegveld Manzariyeh. Vandaar zouden twee Lockheed C-141 Starlifter vanuit Saoedi-Arabië hen naar Egypte vliegen met achterlating van de helikopters.
Heel de operatie zou beveiligd zijn met luchtoverwicht van A7Es, A-6 en F-4N die vanaf het vliegdekschip USS Coral Sea waren vertrokken. Ze waren speciaal beschilderd voor de operatie om ze op zicht te onderscheiden van Iraanse gevechtsvliegtuigen.

## Problemen bij de landingsplaats
Bij Desert One waren intussen problemen ontstaan. Rangers waren eerst geland om de landingsbaan te beveiligen. Ze hielden een bus met 43 passagiers, waarvan de route langs Desert One liep, tegen en hielden de inzittenden vast in Republic 3. Zij werden weer vrijgelaten toen de Amerikanen vertrokken. Een benzinetruck weigerde te stoppen en vluchtte, waarop een Ranger erop schoot met een granaatwerper. De passagier van de benzinetruck kwam daarbij om het leven, maar de chauffeur kon ontkomen in een begeleidende pick-up. De beschieting van de benzinetruck leidde tot een explosie die kilometers ver te zien was. De Amerikanen overwogen om een botsing tussen de benzinetruck en de bus in scene te zetten.

## Problemen helikopters
De eerste fase van het plan ging nog goed, maar toen de helikopters 2 uur op lage hoogte onder de radar en in radiostilte naar Desert One vlogen kwamen ze in een haboob terecht. Twee helikopters kwamen daarbij in de problemen. Bluebeard 6 kon een veilige noodlanding maken, maar een sensor gaf aan dat zijn helikopterrotorblad gebarsten was. Bluebeard 8 pikte de bemanning op. Bluebeard 5 keerde vanwege een defecte gyroscoop terug naar de USS Nimitz. De helikopters liepen 50 tot 90 minuten vertraging op. Bluebeard 2 kwam als laatste om 01:00 bij Desert One aan.

## Afblazen operatie en evacuatie
Er bleven nog maar zes helikopters over. De piloot Seifert van Bluebeard 2 weigerde om de missie te vliegen omdat nog maar een van zijn twee hydraulische systemen werkte. Er was berekend was dat er minimaal zes helikopters nodig waren om alle gijzelaars en soldaten te vervoeren. De commandant van de grondtroepen kolonel Charles Beckwith weigerde om de missie uit te voeren met minder soldaten. United States Air Force kolonel James H. Kyle adviseerde generaal-majoor James B. Vaught in de basis Wadi Kena in Egypte om de missie af te blazen, die gaf dat door aan president Carter en die blies de missie 2,5 uur later af.
Om terug te vliegen moesten de helikopters weer worden bijgetankt door de C-130. De landing van de helikopters zorgde echter voor een stofwolk en de piloot van Bluebeard 3 raakte gedesoriënteerd en crashte daardoor boven op de C-130. Daarbij kwamen vijf inzittenden van de C-130 om en drie inzittenden uit de helikopter. Alleen de piloot van de helikopter overleefde het ongeval, hij liep zware brandwonden op.
De overige Amerikanen haastten zich bij de evacuatie van de plaats van het ongeval. Bij de vlucht werden vijf Sea Stallion-helikopters, de meeste in goede staat of slechts licht beschadigd, achtergelaten. Vanwege ontploffingsgevaar van al de munitie konden ze de helikopters niet vernietigen. Ook vergaten ze documenten die de identiteit van verschillende CIA-agenten in Iran onthulden. Die slaagden er wel in Iran te verlaten.
De soldaten vlogen met de EC-130 naar Masirah. Daar pikten twee C-141 vanuit luchtmachtbasis Wadi Abu Shihat in Egypte hen op en vlogen ze naar luchtmachtbasis Wadi Kena. De vijf gewonden werden naar een militair hospitaal in Landstuhl in Duitsland gevlogen.

## Reactie van Khomeiny
Khomeiny zei: 

Wie versloeg de helikopters van Mr. Carter? Deden wij dat? Het zand deed het! Het was de agent van God. Wind is de agent van God... Het zand is de agent van God. Ze kunnen opnieuw proberen!

Iran droeg op 6 mei 1980 de acht verkoolde lichamen van de omgekomen soldaten over aan de Verenigde Staten. De Iraanse marine nam de vier intacte helikopters zelf in gebruik en stelde de wrakstukken van de andere tentoon. Op de plaats van Desert One werd een moskee gebouwd.

## Nasleep operatie
Het Witte Huis maakte op 25 april om 01:00 de mislukte operatie bekend. Er kwam veel kritiek op (aspecten van) de operatie. Bijvoorbeeld het tekort aan helikopterpiloten die bekwaam genoeg waren om bij nacht laag te vliegen. Naar aanleiding van de mislukte operatie werd het United States Special Operations Command (USSOCOM) opgericht. Cyrus Vance, de Amerikaanse minister van Buitenlandse Zaken, trad af omdat hij van tevoren niet van de operatie op de hoogte was gesteld.
In Iran zorgde de mislukte aanval voor een gevoel van triomf. De gijzelaars werden voortaan op verschillende plaatsen in Iran vastgehouden om eventuele verdere bevrijdingspogingen tegen te gaan.

## Nieuw geplande operaties
De Verenigde Staten planden nog twee nieuwe operaties om de gijzelaars te bevrijden, maar geen van beide ging door. Operatie Honey Badger vereiste 50 vliegtuigen, een bataljon soldaten en een bulldozer van 12 ton.
Vanwege de problemen van de helikopters met het woestijnzand gaf men de voorkeur aan Operatie Credible Sport met STOL vliegtuigen in plaats van helikopters. Ze zouden vanaf de Verenigde Staten met bijtanken in de lucht naar Iran vliegen en terugvliegen naar een vliegdekschip. Drie Hercules YMC-130H werden voorzien van JATO raketmotoren om te kunnen landen en vertrekken vanaf Amjadieh Stadium. De eerste ervan stortte neer bij een oefening op Eglin Air Force Base op 29 oktober 1980 toen de raketmotoren te vroeg startten. De vleugel aan stuurboord brak af en een brand brak uit, maar alle inzittenden overleefden zonder verwondingen. Het project werd geschrapt.